# Andrew Pickens
Pour les articles homonymes, voir Pickens.
Andrew Pickens, né le 13 septembre 1739 dans le comté de Bucks et mort le 11 août 1817 dans le comté d'Oconee, est un milicien lors de la guerre d'indépendance des États-Unis et un homme politique américain.
Vétéran de la guerre anglo-cherokee, il est membre de la Chambre des représentants des États-Unis pour la Caroline du Sud de 1793 à 1795.

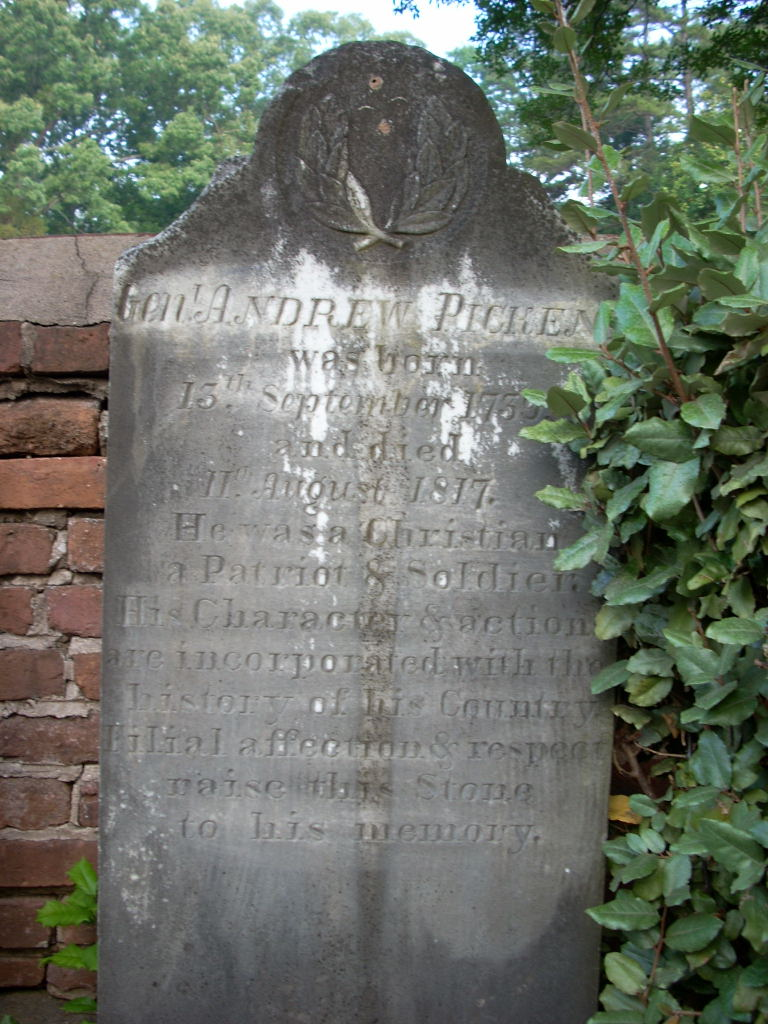
Tombe d'Andrew Pickens à l'Old Stone Church and Cemetery.

Le Fort Pickens est nommé d'après lui.